# Apolinary Krassowski

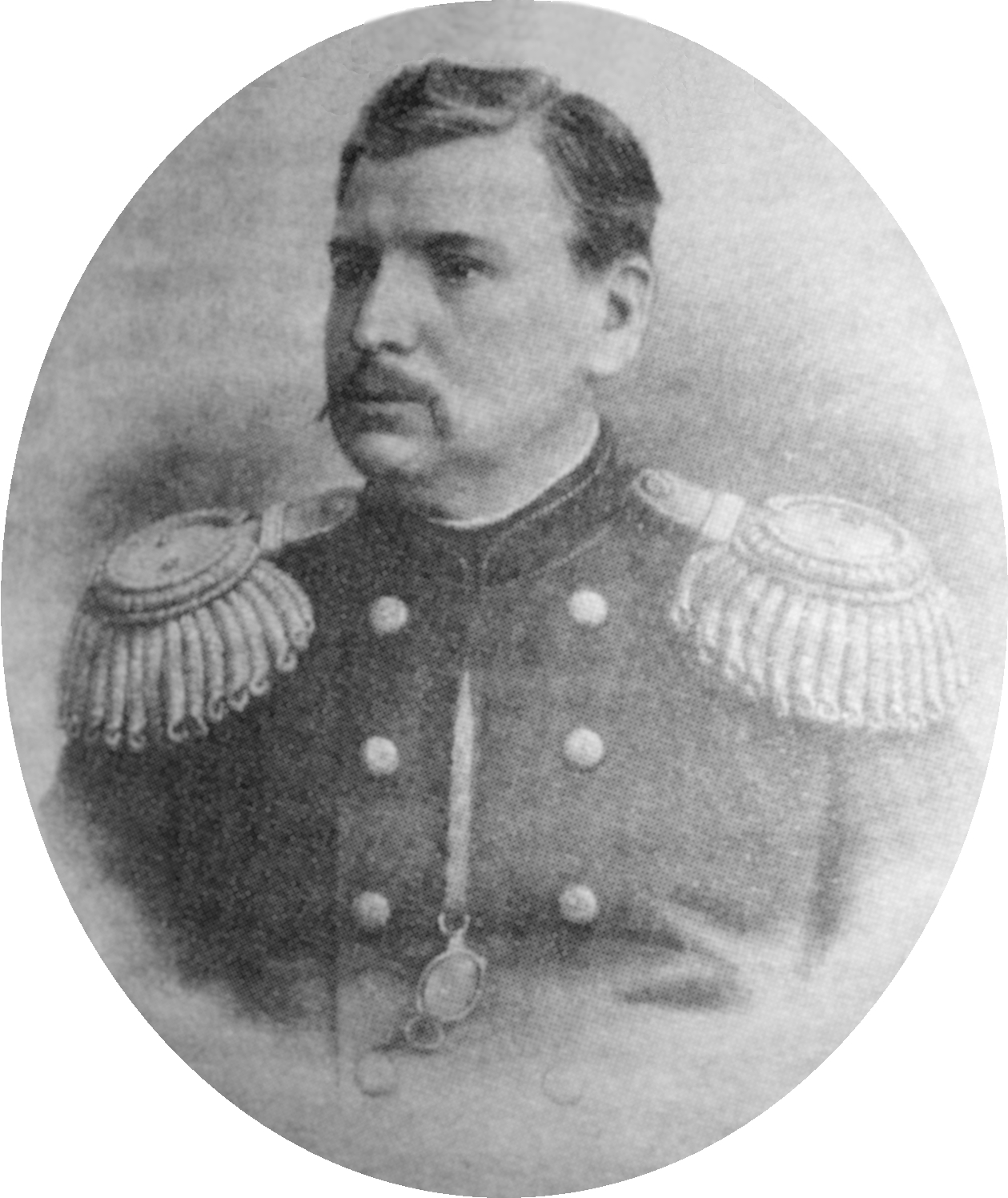
Apollinary Krassowski (1817-1875)

Apolinary Filemon Krassowski (Krasowski; h. Ślepowron; ur. 27 stycznia 1817 – zm. 18 czerwca 1875 w Paryżu) – polski inżynier architekt, profesor i teoretyk architektury, twórca kierunku „architektury racjonalnej”.

## Życie
Ukończył gimnazjum w Wilnie, a następnie Instytut Korpusu Inżynierów Komunikacji w Petersburgu (1836). Po studiach w latach 1836-1875 pracował w Instytucie najpierw jako asystent a potem profesor architektury cywilnej, awansując równocześnie do stopnia pułkownika (1863). Ponadto był jako profesor w katedrze architektury cywilnej wykładowcą budownictwa ogólnego oraz mechaniki praktycznej i teorii sztuk pięknych na uniwersytecie petersburskim (1849-1862) oraz kilka semestrów w Instytucie Inżynierów Górniczych. Był także w latach 1848-1875 dyrektorem średniej szkoły budowlanej, w 1851 uznanej za placówkę średnio-wyższą, a w sześć lat po jego śmierci w 1881, przekształcona została na szkołę wyższą - Instytut Inżynierów Cywilnych w Petersburgu. Związany był do 1873 r. z biurem budowlanym Ministerstwa Dworu Cesarskiego, przygotował zatwierdzone 3 listopada 1857 r. Правила о производстве строительных работ по Министерству императорского двора, które stosowano w praktyce na terenie Petersburga. Był również członkiem Komitetu budowy dróg kolejowych i naczelnikiem IV okręgu komunikacyjnego.
Był autorem wielu prac i artykułów z zakresu budownictwa ogólnego i inżynierii lądowej w rosyjskim czasopiśmiennictwie technicznym. Najbardziej jednak znany jest z pierwszego w języku rosyjskim podręcznika architektury - Гражданская архитектура. Части зданий. С атласом чертежей на 102 листах, (Санкт Петербург 1851, 2 wyd. Москва 1886) w którym Sklasyfikował kierunki architektury połowy XIX w. i uzasadnił podstawy teoretyczne racjonalizmu w architekturze. Twierdził także, że funkcjonalność i prawidłowości konstrukcyjno-techniczne są podstawami współczesnej architektury, a powstanie i rozwój nowych form oraz stylów architektonicznych są zdeterminowane zarówno przez postęp techniki budowlanej, jak i pojawienie się nowych materiałów budowlanych i konstrukcji. Jako zastępca redaktora czasopisma  Ministerstwa Komunikacji [Журнал Министерства путей сообщения brał czynny udział w wydawaniu tego pisma. Publikował także artykuły w czasopiśmie „Зодчий", Przetłumaczył w 1859 na język rosyjski polski słownik fortyfikacyjny inżyniera Mikołaja Rougeta Dykcjonarz doręczny dla inżynierów, obejmujący wszelkie części fortyfikacji   Był od 1863 członkiem Akademii Sztuk Pięknych w Petersburgu. Od 1873 wraz z rodziną mieszkał w Paryżu. Pochowany wraz z żoną Pelagią na rzymskokatolickim cmentarzu Wyborskim w Petersburgu.

### Odznaczony
Order św. Anny 3 kl. (1863)

## Życie prywatne
Urodził się w rodzinie inteligenckiej na Wołyniu, syn Kajetana Justyna (1784–1845) i Józefy z Poźniaków (1797–1865). Miał siedmioro rodzeństwa, w tym siostrę Emilię, zamężną z wileńskim astronomem Piotrem Sławińskim (1795–1881). Dwukrotnie żonaty: pierwszy raz z Pelagią z Arcimowiczów (1822–1863), drugi raz z  Marią z Juriewiczów (1843–1900), Miał dwóch synów: inżyniera wojskowego Witolda  (zm. po 1905) i generała-majora kawalerii Aleksandra (1865 – po 1929) oraz córkę Olgę.